# Bara Sara
Bara Sara est une commune malienne, de l'arrondissement et dans cercle de Bandiagara et la région de Bandiagara. Elle a pour chef-lieu la localité de Ouo Sarré.

## Population
En 2009, lors du 4e recensement, la commune comptait 15 033 habitants.

## Villages
La commune s'étend sur 23 localités relevées lors du recensement général de 2009. 
Les villages les plus peuplés sont :
- Garou Leye (1 354 habitants)
- Nomono (1 313 habitants)
- Fangadougou (1 299 habitants)

La localité de Ouo chef-lieu d'arrondissement est composée de 3 villages :
- Ouo Guina (1 354 habitants)
- Ouo Sarré (1 224 habitants)
- Ouo Ouro (575 habitants)